# Stróżewo (powiat lipnowski)
Stróżewo – wieś w Polsce położona w województwie kujawsko-pomorskim, w powiecie lipnowskim, w gminie Dobrzyń nad Wisłą.

## Podział administracyjny
W latach 1975–1998 miejscowość należała administracyjnie do województwa włocławskiego.

## Demografia
Według Narodowego Spisu Powszechnego (III 2011 r.) wieś liczyła 143 mieszkańców. Jest siedemnastą co do wielkości miejscowością gminy Dobrzyń nad Wisłą.